# Waldemar Adamczyk
Waldemar Adamczyk (ur. 3 lipca 1969 w Krakowie) – polski piłkarz występujący na pozycji napastnika. W ciągu swojej kariery występował w klubach polskich, greckich i cypryjskich. W reprezentacji Polski debiutował 31 maja 1997 w przegranym 0-2 meczu z reprezentacją Anglii rozegranym w Chorzowie.

## Statystyki reprezentacyjne
| l.p. | Data            | Miejsce  | Przeciwnik | Rezultat | Rozgrywki     | Grał   | Uwagi |
| ---- | --------------- | -------- | ---------- | -------- | ------------- | ------ | ----- |
| 1.   | 31 maja 1997    | Chorzów  | Anglia     | 0-2      | elim. MŚ 1998 | od 52' |       |
| 2.   | 14 czerwca 1997 | Katowice | Gruzja     | 4-1      | elim. MŚ 1998 | od 90' |       |